# マルク・アレン
マルク・アラン・アレン（Markku Allan Alén 1951年2月15日 - ）は、フィンランド人の元ラリードライバー。ヘルシンキ生まれ。1973年にスタートした世界ラリー選手権（WRC）の草創期から、1990年代初頭までを代表するラリードライバー。

## 人物
身長190cm以上の長身で、何度となくWRCにおいてドライバーズタイトル争いに絡む活躍を見せたものの、結局一度もドライバーズチャンピオンを獲得できなかったことから、ラリー界における『無冠の帝王』の代表格として知られる。グラベルやターマック、さらにはその土地のイベントごとのスペシャリストが数多く存在した時代にあって、路面やイベントを選ばずに活躍するオールラウンダーの草分けと言える存在。キャリアの大半はコ・ドライバーのイルッカ・キビマキと共に過ごす。

## 経歴
1963年にフィンランドのアイスレースチャンピオンを獲得した父の影響でモータースポーツの世界へと足を踏み入れる。1969年にルノー8・ゴルディーニでラリーデビュー。その年に参加した1000湖ラリー（現在のラリー・フィンランド、w:Rally Finlandを参照）で9位フィニッシュすると、その才能に目を付けたフィンランド・ボルボとワークスドライバー契約を結ぶ。ボルボ・142を駆って1971年と1972年の1000湖ラリーで共に3位に入賞。翌1973年は世界ラリー選手権の一戦となった同じく1000湖ラリーで、同郷の先輩ティモ・マキネンに次いで2位でフィニッシュする。

### フィアット時代（1974年〜1981年）

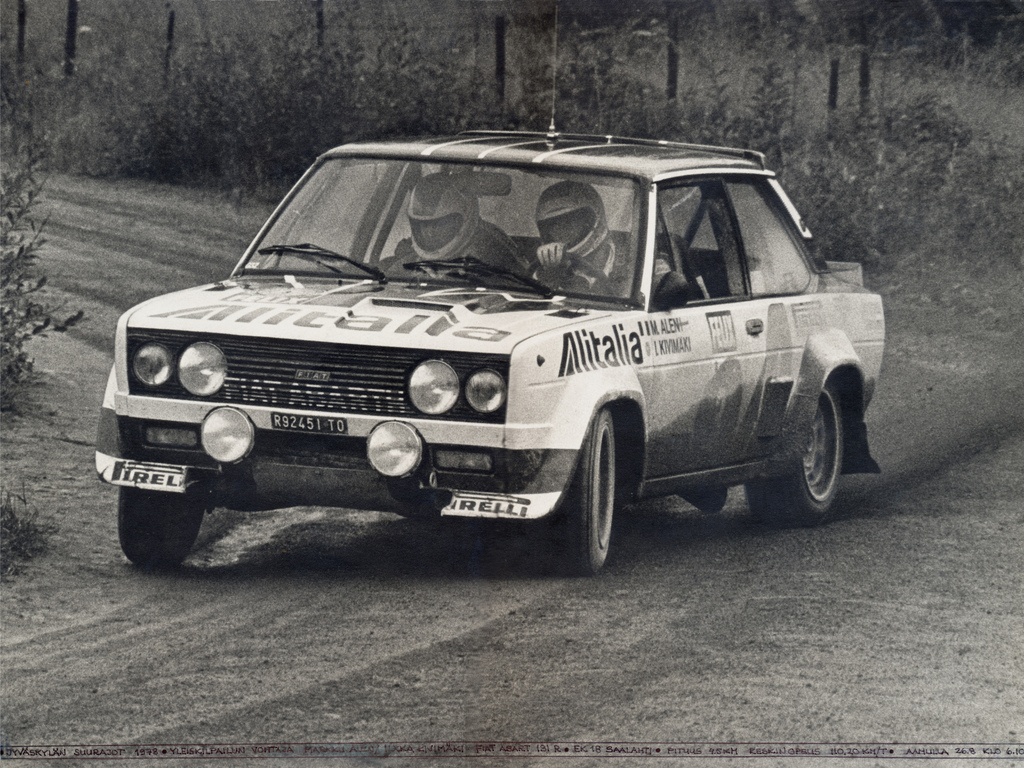
フィアット・アバルト131ラリーをドライブするアレン（1978年1000湖ラリー）

アレンの1000湖ラリーでのパフォーマンスはフィアットとフォードの目に留まることとなる。まず1973年のRACラリー（現在のラリー・グレートブリテン）ではモータークラフトチームのフォード・エスコートRS1600で参戦。初日に転倒し一時は178位まで順位を落としながら、猛烈なプッシュで最終的には3位のリザルトを獲得する。このラリーでアレンは「ハードチャージャー」の異名を与えられ、そして、このラリーの結果、フィアットとの大型契約を結ぶこととなる。この契約には巨額の契約金のほか、個人的なフィットネスプログラムの提供といった内容も含まれており、アレンはそのような契約を結んだ最初のラリードライバーとなった。
1974年から1975年初頭にかけて、アレンはフィアット・アバルト124ラリーを駆ってWRCに参戦。速さは見せるもののリタイヤも多く、また、同じフィアット傘下のランチア・ストラトスが猛威をふるっていたこともあり、1974年のプレス・オン・リガードレスにおける2位が最高位となっていた。しかしランチアが欠場した1975年のポルトガルラリーで、アレンは序盤からチームメイトのハンヌ・ミッコラと共にワン・ツー体制を構築。フィニッシュまで激戦を繰り広げたものの最終的には1分17秒差で逃げ切り、念願のWRC初勝利を手にする。
1976年のモロッコ・ラリーからはマシンを新型のフィアット・アバルト131ラリーにスイッチ。デビュー2戦目の1000湖ラリーではフォードのティモ・マキネンを逆転で下し、WRC2勝目を挙げる。さらに1977年には第3戦のポルトガルラリーで勝利。続く第5戦ニュージーランドラリーでも3位入賞を果たすが、その後は4戦連続リタイヤと不安定な部分を露呈する。しかし、無敵を誇っていたランチアが、親会社であるフィアットの政治的判断によりこの年のラリー・モンテカルロを最後に撤退したこともあり、フィアットチームはフォードに僅差で競り勝ち、この年のマニュファクチュアラーズ・チャンピオンを獲得した。
続く1978年、アレンはまたもポルトガルラリーと1000湖ラリーを制し、さらにフィアットチームのサポートとしてランチア・ストラトスで出場したサンレモラリーでは、その思惑をよそにフィアットを駆るマウリツィオ・ベリーニに大差をつけて勝利。今期3勝目を挙げるとともに、ドライバーズチャンピオンの前身となるFIAカップを手にした（ドライバーズチャンピオンがWRCに導入されるのは翌1979年から）。
1979年、1980年もアレンはフィアットから参戦。いずれの年も1000湖ラリーの1勝ずつにとどまり、ドライバーズチャンピオンシップは3位と6位に終わるが、この勝利によって1000湖ラリー4年連続勝利の記録を樹立する。フィアット最後の年となる1981年、1000湖ラリーはフォードのアリ・バタネンに破れて2位に終わり連勝記録はストップするものの、第3戦のポルトガルラリーで勝利を挙げる。この勝利がフィアット・アバルト131ラリー最後の勝利となった。

### ランチア時代（1982年〜1988年）
1981年限りでフィアットは撤退し、再びランチアがWRCへと復帰することとなった。アレンは多くのスタッフとともにランチアに移籍し、グループBマシンであるランチア・ラリー037の開発に携わる。すでにWRCには4WDターボのアウディ・クワトロが台頭しており、ミドシップレイアウトながら後輪駆動のランチア・ラリーは当初から苦戦が予想された。また、マシンはこの年のツール・ド・コルスでデビューしたものの信頼性に欠け、結局この年のアレンはリタイア3回、最上位は最終戦RACラリーの4位という結果に終わった。
翌1983年、完全にグループB規定が適用されることとなったこの年の開幕戦ラリー・モンテカルロ、シーズンオフの徹底的な熟成に加えて比較的雪が少ないコンディションも影響し、ランチア・ラリーはワルター・ロールの手により初優勝。アレンも2位でフィニッシュする。ランチアは第2戦のスウェディッシュラリーを欠場し、グラベルとターマックのミックス路面で争われるポルトガルラリーに参戦。ここではアウディに後れを取り、アレンは4位に終わる。そしてサファリラリーを挟んだ第5戦のツール・ド・コルス、アレンは序盤からラリーをリードし、そのまま優勝。自身初のターマックイベントでの勝利を達成する。この勝利はアレンにとってだけでなく、初の北欧系ドライバーによるツール・ド・コルス優勝となった。その後アレンはサンレモラリーでも優勝。この勝利でランチアはマニュファクチュアラーズ・チャンピオンを決める。アレンはこの年2勝、2位2回、3位1回という好成績を収めたものの、ドライバーズチャンピオンシップではアウディのハンヌ・ミッコラとチームメイトのロールに続く3位にとどまった。
1984年はロールがアウディに移籍。アレンは名実共にエースとしてランチアを引っ張る立場となる。この年もアウディとの争いは熾烈を極めた上、プジョーからはミドシップ4WDターボという究極のレイアウトを持つプジョー・205ターボ16がデビュー。アレンの勝利は前年に続いてのツール・ド・コルスのみとなり、ドライバーズチャンピオンシップでも前年に引き続き3位となる。
1985年はデビューが噂されていた新型車、ランチア・デルタS4の投入が遅れ、二輪駆動のランチア・ラリーは排気量をアップしたエボリューションモデルを投入するも前年にも増して苦しい戦いを強いられる。アレンはデルタS4の開発の間を縫って出場したものの、得意とするはずのツール・ド・コルスではチームメイトのアッティリオ・ベッテガが立木に激突して死亡。チームはラリーを棄権するなど不運が続き、アレンの成績は1000湖ラリーの3位が最上位となった。そして待望のデルタS4が最終戦のRACラリーでデビュー。チームメイトのヘンリ・トイボネンと共に他を圧倒するパフォーマンスを見せ、トイボネンがデビューウィン。アレンも2位に入り、ドライバーズチャンピオンシップでは7位に終わったものの、来年に向けての期待は大きく高まった。

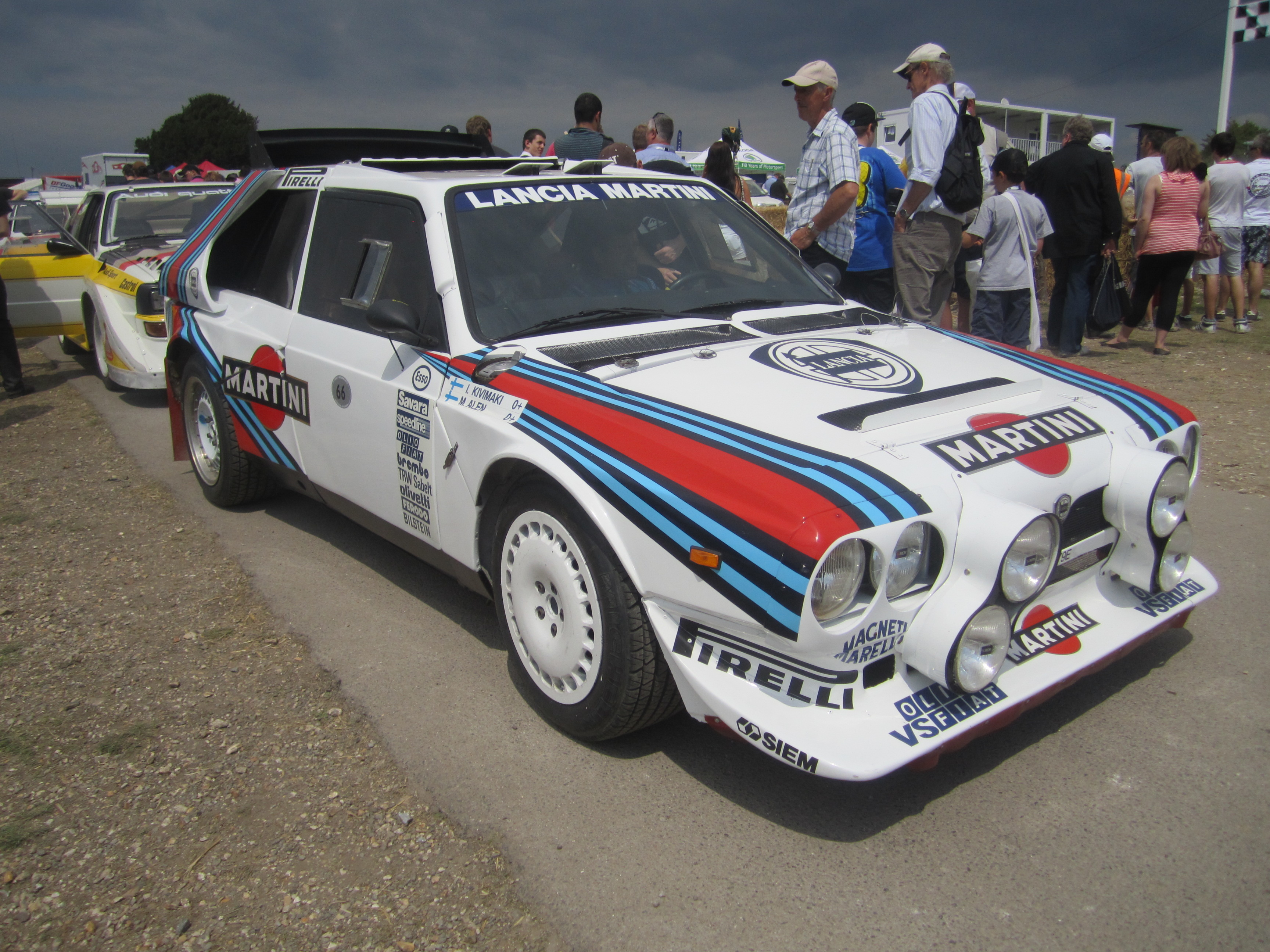
ランチア・デルタS4

1986年、アレンは開幕戦のラリー・モンテカルロでリタイヤ。続くスウェディッシュラリーで2位に入り、ポルトガルラリーへと向かう。しかしこのラリーではフォードのヨアキム・サントスがスタート直後にコース上の観客を避けて群衆に突っ込み、子供を含む3人が死亡するという事故が発生。事前から観客のマナーの悪さは問題になっており、観客整理の要望を主催者に申し入れていたにもかかわらず発生したこの事故を受けて、アレンを含むトップドライバーは競技をボイコットし、リタイヤする。第4戦のサファリラリーでは信頼性を重視して旧型のランチア・ラリーで参戦。トヨタ・セリカに次いでの3位に入賞し、ランチア・ラリー最後の花道を飾る。そして迎えた第5戦のツール・ド・コルス。ラリーは序盤からチームメイトのヘンリ・トイボネンがリードする展開となっていたものの、そのトイボネンが第2レグのSS18でコースアウトし、崖下に転落して炎上。コ・ドライバーのセルジオ・クレストと共に還らぬ人となってしまう。このアクシデントによりランチアチームは前年に続いてツール・ド・コルスから撤退。トイボネンと親友関係にあったアレンも大きなショックを受ける。
このラリーの後、WRCを統括するFISAはグループB規定のこの年限りでの廃止を決定。グループB最後の王者の座をかけて、この後アレンはプジョーのティモ・サロネン、ユハ・カンクネンと激しい争いを繰り広げることとなる。第6戦のアクロポリスラリーではリタイアしたものの、続くニュージーランド、アルゼンチンで連続2位。1000湖では最終レグまでトップをキープするも、コースアウトにより3位に終わる。マニュファクチュアラーズ・チャンピオンシップが掛からないコートジボワールを挟んで開催されたサンレモラリーでは、ランチアの地元という地の利もあり、チームメイトのダリオ・チェラート、ミキ・ビアシオンを従えてシーズン初優勝。また、プジョーがレギュレーション違反によって全車失格という裁定となりランチアは1位から3位を独占したものの、プジョーはこれを不満としてFISAに提訴する。マニュファクチュアラーズ・チャンピオンシップが掛かる最後の戦い、RACラリーでアレンは2位に入り、ドライバーズポイントで首位に立っていたユハ・カンクネンを1ポイント差で逆転。そして最終戦オリンパスラリーでアレンはカンクネンを下して今期2勝目を挙げ、同時に初のドライバーズチャンピオンの座に輝いたと思われた。
しかし、最終戦終了から11日後、FISAはプジョーが提訴していたサンレモラリーの結果をすべてキャンセルすると発表。これによってアレンの20ポイントは幻となり、ドライバーズチャンピオンはカンクネンのものとなった。アレンが『幻のチャンピオン』と呼ばれるゆえんである。

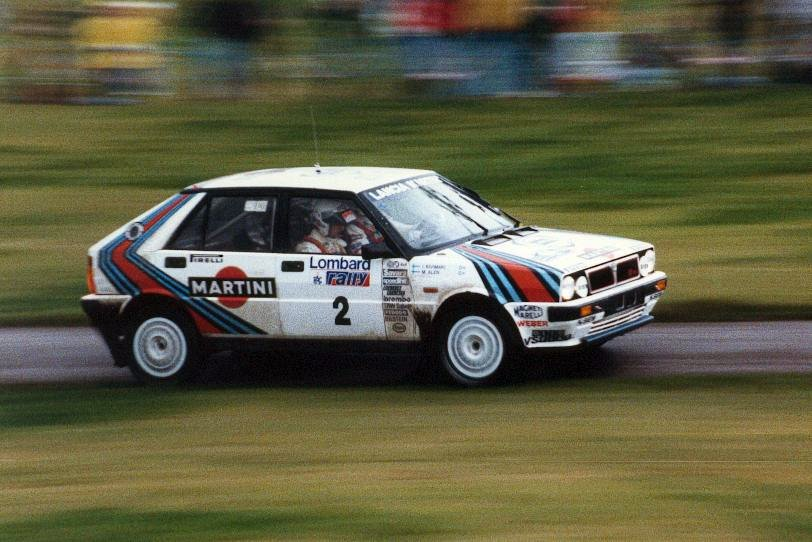
ランチア・デルタHFをドライブするアレン（1987年RACラリー）

1987年、前年の決定通り、WRCはグループAマシンによって争われることとなった。5000台以上の生産台数が必要となる規定によって各社はベース車両の選定に手間取る中、ランチアは1.5L級ハッチバックのデルタに2リッターターボエンジンと4WDシステムを搭載したランチア・デルタHF4WDを投入。この年の戦いを有利に進めることとなる。アレンは開幕戦のモンテカルロを、前年の裁定に抗議して欠場。第2戦のスウェディッシュで5位に入り、続くポルトガルでは早くも勝利を挙げる。サファリとツール・ド・コルスを欠場して臨んだアクロポリスでも勝利を収めたものの、事前に発令されたチームオーダーではチームメイトのミキ・ビアジオンを勝たせるというものだった。結局ビアジオンはターボトラブルによってリタイアしたためアレンが勝利を手にするが、この頃からチームはイタリア人であるビアジオンのためのチームへと変化していく。ライバル不在の中、ランチアは8月に開催されたアルゼンチンで早々にマニュファクチュアラーズ・チャンピオンを決め、焦点はドライバーズチャンピオンシップへと移った。アレンは1000湖で1980年以来7年ぶりとなる勝利を挙げたものの、サンレモでリタイア、RACで5位に終わり、結局この年もドライバーズチャンピオンシップではチームメイトのカンクネン、ビアジオンに次いで3位に終わる。
1988年、アレンは第2戦のスウェディッシュから出場。このラリーで勝利を挙げ、幸先のいいスタートを切る。次戦のポルトガルからは急造とも言えるHF4WDから、その弱点を解消したデルタ・インテグラーレへとスイッチ。ビアジオンがデビューウィンを飾るが、アレンは初日に発生したトラブルで6位に終わる。その後アレンはアクロポリスで4位に入った後、1000湖で2年連続の勝利を飾る。さらに最終戦のRACでも勝利を挙げるが、やはりこの年もドライバーズチャンピオンシップではビアジオンに及ばず2位にとどまった。そして、このRACでの勝利がアレンのWRCにおける19回目の勝利となり、また最後の勝利となった。
1989年になると、チームは完全にビアジオンを中心とした体制となり、アレンはポルトガル、1000湖、オーストラリアの3戦にスポット的に参加するにとどまることとなった。ポルトガルで2位、オーストラリアでは3位に入るものの、ドライバーズチャンピオンシップでは9位に終わる。この結果を受けてアレンは、自らの活躍の場を求めてランチアを去ることとなる。

### スバル・トヨタ時代（1990年〜1993年）

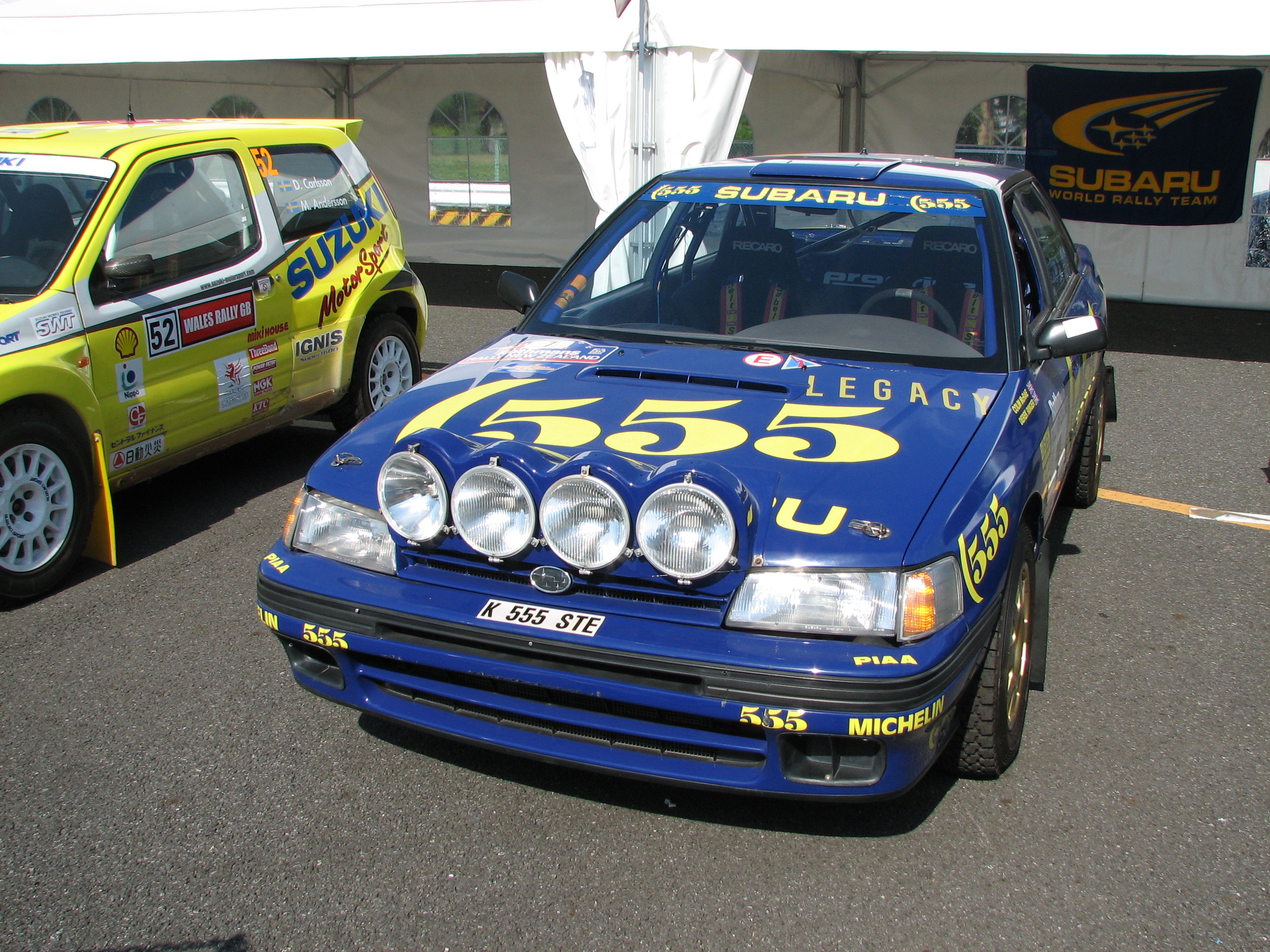
スバル・レガシィRS

グループA規定初期にはランチアの独擅場と言えたWRCだったが、ここに来てトヨタ、三菱といった日本勢の進化がめざましい状況へと変化しつつあった。そのような中、アレンは1990年にスバルへと移籍する。スバルは1970年代後半からレオーネでサファリラリーに参戦していたが、本格参戦はこの年からという新参チームで、このトップドライバーの決断は周囲を驚かせた。スバル・レガシィのデビュー戦となったサファリラリーで、アレンはいきなりSSトップタイムを叩き出し注目を集めるが、結局リタイヤ。この年は5戦に出場し、リタイヤ4回。最上位は1000湖の4位という結果に終わったが、レガシィの初期熟成に大きな役割を果たした。
1991年も同じくスバルから出場。シーズンを通してレガシィのパワー不足に悩みながらも、スウェディッシュで初の3位表彰台へと導く。その後もニュージーランドとオーストラリアで4位に入るなど、ランチア、トヨタに続く中堅チームとしての基盤を作り上げた。
1992年にはトヨタに移籍。エースのカルロス・サインツをサポートする立場として7戦に出場。得意の1000湖で3位に入るなど手堅くポイントを稼ぎ、チームに貢献する。そして翌1993年はスバルとトヨタからスポット的に参戦。ポルトガルではレガシィで4位、サファリではセリカで2位に入る。そして1000湖ラリーでは、スバルが投入したニューマシン、スバル・インプレッサで参戦。しかし、SS1のスタートからわずか800mで路肩の石にヒットしリタイア。結局この1000湖がレギュラードライバーとしてのアレンの最後のラリーとなった。

### その後

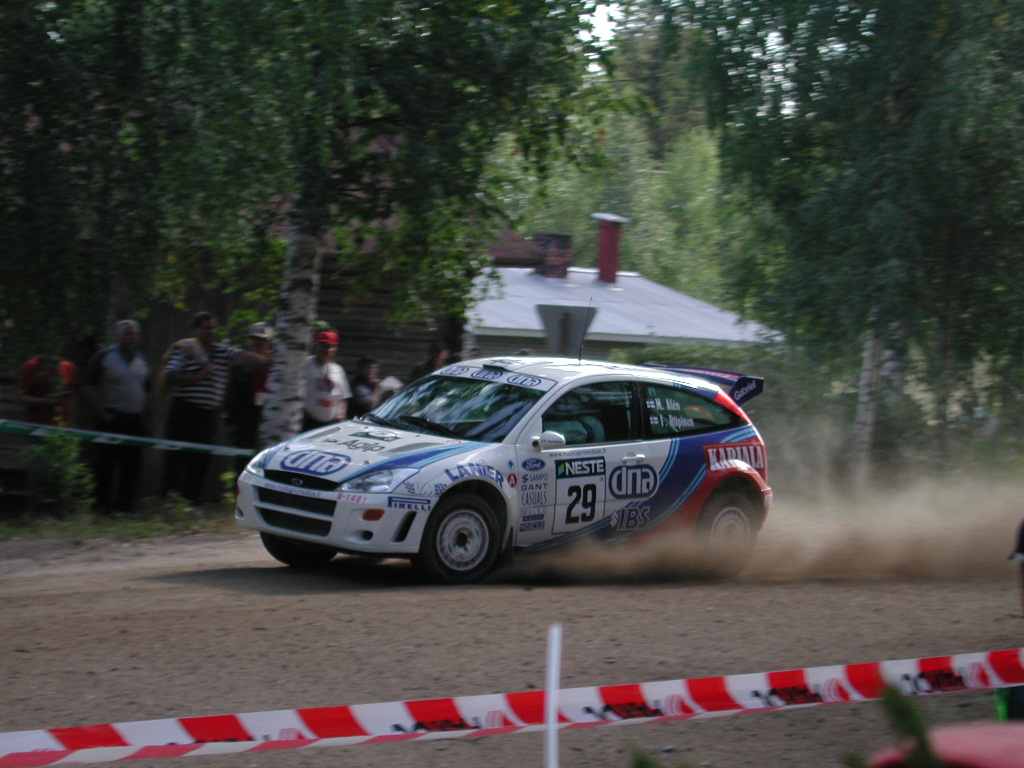
2001年ラリー・フィンランド

WRCの第一線から退いた後も、アレンはいくつかのイベントに出場している。主なところでは1995年、前年までのドイツツーリングカー選手権（DTM）から衣替えされた国際ツーリングカー選手権（ITC）にアルファロメオ・155で参戦。また、1996年と1997年には氷上レースのアンドロス・トロフィーにも参戦している。2001年には50歳の誕生日を記念して、フォード・フォーカスWRCでラリー・フィンランドへと参加。8年ぶりのWRC復帰にもかかわらず、総合16位のリザルトを残している。
パリ・ダカールラリーでは2005年にイヴェコのトラックで排気量10L未満クラスにミキ・ビアシオンとともに参戦している（総合7位・クラス4位完走）。また2007年にはエディ・オリオリとともに四輪部門のいすゞ・D-MAXで参戦した（結果はリタイア）。
また、ルカ・ディ・モンテゼーモロからのオファーもあってフェラーリの雪上試験のテストドライバーも平行して行っている。

## 戦績

### 世界ラリー選手権
| シーズン | チーム                           | 車両                            | 1       | 2       | 3       | 4       | 5       | 6       | 7       | 8       | 9       | 10      | 11      | 12      | 13    | 14      | ランキング | ポイント |
| -------- | -------------------------------- | ------------------------------- | ------- | ------- | ------- | ------- | ------- | ------- | ------- | ------- | ------- | ------- | ------- | ------- | ----- | ------- | ---------- | -------- |
| 1973     | ボルボ                           | ボルボ・142                     | MON     | SWE     | POR     | KEN     | MOR     | GRE     | POL     | FIN 2   | AUT     | ITA     | USA     |         | FRA   |         | -          | -        |
| 1973     | Motorcraft                       | フォード・エスコートRS 1600     |         |         |         |         |         |         |         |         |         |         |         | GBR 3   |       |         | -          | -        |
| 1974     | フィアット                       | フィアット・アバルト 124ラリー  | POR 3   | KEN     | FIN 3   | ITA Ret | CAN Ret | USA 2   | GBR Ret | FRA Ret |         |         |         |         |       |         | -          | -        |
| 1975     | フィアット                       | フィアット・アバルト 124ラリー  | MON 3   | SWE 6   | KEN     | GRE     | MOR     | POR 1   |         | ITA Ret | FRA     | GBR Ret |         |         |       |         | -          | -        |
| 1975     | ダットサン                       | ダットサン・160J                |         |         |         |         |         |         | FIN Ret |         |         |         |         |         |       |         | -          | -        |
| 1976     | フィアット                       | フィアット・アバルト 124ラリー  | MON 6   | SWE     | POR     | KEN     | GRE     |         |         |         |         |         |         |         |       |         | -          | -        |
| 1976     | フィアット                       | フィアット・131アバルト         |         |         |         |         |         | MOR 12  | FIN 1   | ITA Ret | FRA     | GBR Ret |         |         |       |         | -          | -        |
| 1977     | フィアット                       | フィアット・131アバルト         | MON 54  | SWE Ret | POR 1   | KEN     | NZL 3   | GRE Ret | FIN Ret | CAN Ret | ITA     | FRA     | GBR Ret |         |       |         | -          | -        |
| 1978     | フィアット                       | フィアット・アバルト 131        | MON     | SWE 3   | Safari  | POR 1   | GRE 2   | FIN 1   | CAN 2   |         | CIV     | FRA     | GBR Ret |         |       |         | 1          |          |
| 1978     | フィアット                       | ランチア・ストラトスHF          |         |         |         |         |         |         |         | ITA 1   |         |         |         |         |       |         |            |          |
| 1979     | アリタリア フィアット            | フィアット・131アバルト         | MON 3   | SWE 4   | POR     | KEN 3   | GRE     | NZL     | FIN 1   | CAN     | ITA 6   | FRA     | GBR 5   | CIV     |       |         | 3          | 68       |
| 1980     | フィアット イタリア              | フィアット・131アバルト         | MON Ret | SWE     | POR 2   | KEN     | GRE 3   | ARG Ret | FIN 1   | NZL     | ITA Ret | FRA     | GBR     | CIV     |       |         | 6          | 47       |
| 1981     | フィアット Auto Torino           | フィアット・131アバルト         | MON 7   | SWE     | POR 1   | KEN     | FRA     | GRE 2   | ARG     | BRA     | FIN 2   | ITA 9   | CIV     | GBR Ret |       |         | 4          | 56       |
| 1982     | マルティニ・レーシング           | ランチア・ラリー037             | MON     | SWE     | POR     | KEN     | FRA 9   | GRE Ret | NZL     | BRA     | FIN Ret | ITA Ret | CIV     | GBR 4   |       |         | 21         | 12       |
| 1983     | マルティニ・レーシング           | ランチア・ラリー037             | MON 2   | SWE     | POR 4   | KEN     | FRA 1   | GRE 2   | NZL     | ARG 5   | FIN 3   | ITA 1   | CIV     | GBR     |       |         | 3          | 100      |
| 1984     | マルティニ・レーシング           | ランチア・ラリー037             | MON 8   | SWE     | POR 2   | KEN 4   | FRA 1   | GRE 3   | NZL 2   | ARG     | FIN 2   | ITA Ret | CIV     | GBR     |       |         | 3          | 90       |
| 1985     | ランチア マルティニ              | ランチア・ラリー037             | MON     | SWE     | POR     | KEN Ret | FRA Ret | GRE     | NZL     | ARG     | FIN 3   | ITA 4   | CIV     |         |       |         | 5          | 37       |
| 1985     | ランチア マルティニ              | ランチア・デルタS4              |         |         |         |         |         |         |         |         |         |         |         | GBR 2   |       |         | 5          | 37       |
| 1986     | マルティニ ランチア              | ランチア・デルタS4              | MON Ret | SWE 2   | POR Ret |         | FRA Ret | GRE Ret | NZL 2   | ARG 2   | FIN 3   | CIV     | ITA 1   | GBR 2   | USA 1 |         | 2          | 104      |
| 1986     | マルティニ ランチア              | ランチア・ラリー037             |         |         |         | KEN 3   |         |         |         |         |         |         |         |         |       |         | 2          | 104      |
| 1987     | マルティニ ランチア              | ランチア・デルタHF 4WD          | MON     | SWE 5   | POR 1   | KEN     | FRA     | GRE 1   | USA 3   | NZL     | ARG     | FIN 1   | CIV     | ITA Ret | GBR 5 |         | 3          | 88       |
| 1988     | マルティニ ランチア              | ランチア・デルタHF 4WD          | MON     | SWE 1   |         |         |         |         |         |         |         |         |         |         |       |         | 2          | 86       |
| 1988     | マルティニ ランチア              | ランチア・デルタ インテグラーレ |         |         | POR 6   | KEN     | FRA     | GRE 4   | USA     | NZL     | ARG     | FIN 1   | CIV     | ITA 4   | GBR 1 |         | 2          | 86       |
| 1989     | マルティニ ランチア              | ランチア・デルタ インテグラーレ | SWE     | MON     | POR 2   | KEN     | FRA     | GRE     | NZL     | ARG     | FIN Ret | AUS 3   | ITA     | CIV     | GBR   |         | 9          | 27       |
| 1990     | スバルテクニカインターナショナル | スバル・レガシィRS              | MON     | POR     | KEN Ret | FRA     | GRE Ret | NZL     | ARG     | FIN 4   | AUS     | ITA Ret | CIV     | GBR Ret |       |         | 20=        | 10       |
| 1991     | スバル・ラリーチーム・ヨーロッパ | スバル・レガシィRS              | MON     | SWE 3   | POR 5   | KEN     | FRA     | GRE Ret | NZL 4   | ARG     | FIN Ret | AUS 4   | ITA     | CIV     | ESP   | GBR Ret | 8          | 40       |
| 1992     | トヨタ・チーム・ヨーロッパ       | トヨタ・セリカターボ4WD         | MON Ret |         | POR 4   |         | FRA     | GRE Ret | NZL     | ARG     | FIN 3   | AUS     | ITA     | CIV     | ESP   | GBR 4   | 5          | 50       |
| 1992     | トヨタ・チーム・スウェーデン     | トヨタ・セリカGT-Four           |         | SWE 4   |         |         |         |         |         |         |         |         |         |         |       |         | 5          | 50       |
| 1992     | トヨタ・チーム・ケニア           | トヨタ・セリカターボ4WD         |         |         |         | KEN 5   |         |         |         |         |         |         |         |         |       |         | 5          | 50       |
| 1993     | 555 スバル・ワールドラリーチーム | スバル・レガシィRS              | MON     | SWE     | POR 4   |         | FRA     | GRE     | ARG     | NZL     |         |         |         |         |       |         | 11         | 25       |
| 1993     | トヨタ・カストロールチーム       | トヨタ・セリカターボ4WD         |         |         |         | KEN 2   |         |         |         |         |         |         |         |         |       |         | 11         | 25       |
| 1993     | 555 スバル・ワールドラリーチーム | スバル・インプレッサ 555        |         |         |         |         |         |         |         |         | FIN Ret | AUS     | ITA     | ESP     | GBR   |         | 11         | 25       |
| 2001     | Blue Rose Team                   | フォード・フォーカスWRC         | MON     | SWE     | POR     | ESP     | ARG     | CYP     | GRE     | KEN     | FIN 16  | NZL     | ITA     | FRA     | AUS   | GBR     | -          | -        |

| 色     | 結果                    |
| ------ | ----------------------- |
| 金色   | 優勝                    |
| 銀色   | 2位                     |
| 銅色   | 3位                     |
| 緑     | ポイント圏内完走        |
| 青灰色 | ポイント圏外完走        |
| 青灰色 | WRCアカデミー完走 (Aca) |
| 紫     | リタイヤ (Ret)          |
| 黒     | 除外 (EX)               |
| 黒     | 失格（DSQ）             |
| 白     | スタートせず (DNS)      |
| 空白   | エントリーせず (WD)     |

- 1973 - 1976年はコンストラクターズ選手権のみ開催。
- 1977、1978年シーズンは、FIA カップ・ラリードライバー（ FIA Cup for Rally Drivers ）が WRC 全イベントの他に 10 のイベントも含めて争われた。